# Mayser
Mayser GmbH & Co. KG en tysk virksomhed, der har hovedkvarter i Lindenberg im Allgäu i delstaten Bayern. De fremstiller sikkerhedsteknologi, skumteknologi, støbeforme, metalskum og traditionelt hatte.

## Historie
Virksomheden blev grundlagt den 27. september 1800 af Leonard Mayser som "Hutmacherey Mayser" i Ulm. Virksomheden udviklede sig til en hattefabrik med adskillige produktionssteder i Tyskland. I 1858 tog Friedrich Mayser, søn af Leonhard MAyser, et stort trin frem mod maskinproduktion, ved at erstatte meget af den håndlavede produktion med moderne maskiner, og virksomheden blev på mange måder ansvarlig for industrialiseringen af Ulm.
I 1886 var den blandt Tysklands største hattemagere, og den blev omdannet til et AG-firma. I 1914 blev man ved hjælp af hattemageren Anton Seidl fra München til GmbH. Med introduktion af kvindehatte i produktionen i 1924 og overtagelsen af det konkurrerende firma Milz i Lindenberg (1929) øgede Anton Seidl produktionen og antallet af medarbejder til 2.5000 i 1930'erne.
I 1970 havde man også en produktion af strik, som eksisterede frem til 1998. Det blev efterfulgt af skumteknologi i 1971, deformationsteknologi i 1973 og sikkerhedsteknologi i 1978.
Både inden for omsætningen i salg og antallet af medarbejdere er sikkerhedsteknologi den største division af selskabet.